# Cupa Mondială de Baschet Masculin din 2023 - Grupa K
Grupa K de la Cupa Mondială de Baschet Masculin din 2023 a fost o grupă din etapa a doua din cadrul Cupei Mondiale de Baschet Masculin din 2023 care și-a desfășurat meciurile la Okinawa Arena, Okinawa City, Japonia. Echipele din această grupă sunt cele care s-au clasat pe primele două locuri din grupele preliminare Grupa E și Grupa F. Echipele au jucat contra celorlalte două echipă din cealaltă grupă. După ce toate meciurile au fost jucate, primele două echipe din clasament s-au calificat în sferturile de finală, echipa de pe locul al treilea s-a clasat în zona locurilor 9-12, iar echipa de pe locul al patrulea s-a clasat în zona locurilor 13-16.

## Clasament
| Loc | Echipa    | MJ | V | Î | PM  | PP  | PD   | Pct | Calificare           |
| --- | --------- | -- | - | - | --- | --- | ---- | --- | -------------------- |
| 1   | Germania  | 5  | 5 | 0 | 467 | 364 | +103 | 10  | Sferturile de finală |
| 2   | Slovenia  | 5  | 4 | 1 | 442 | 409 | +33  | 9   | Sferturile de finală |
| 3   | Australia | 5  | 3 | 2 | 469 | 421 | +48  | 8   |                      |
| 4   | Georgia   | 5  | 2 | 3 | 379 | 407 | −28  | 7   |                      |

## Meciuri

### Germania vs. Georgia
| 1 septembrie 2023 17:30 |

| Boxscore |

| Germania                                       | 100–73 | Georgia                                               |
| Scorul pe sferturi: 22–16, 21–25, 27–16, 30–16 |        |                                                       |
| Pt: Lô 18 Rec: M. Wagner 6 Pase: Schröder 7    |        | Pt: Mamukelashvili 19 Rec: Bitadze 6 Pase: McFadden 7 |

### Slovenia vs. Australia
| 1 septembrie 2023 21:10 |

| Boxscore |

| Slovenia                                       | 91–80 | Australia                                         |
| Scorul pe sferturi: 28–18, 21–22, 17–22, 25–18 |       |                                                   |
| Pt: Dončić 20 Rec: Tobey 12 Pase: Dončić 6     |       | Pt: Giddey 25 Rec: Giddey, Mills 8 Pase: Giddey 4 |

### Australia vs. Georgia
| 3 septembrie 2023 16:30 |

| Boxscore |

| Australia                                      | 100–84 | Georgia                                               |
| Scorul pe sferturi: 23–17, 31–20, 25–30, 21–17 |        |                                                       |
| Pt: Mills 19 Rec: Kay 9 Pase: Ingles 6         |        | Pt: Bitadze 20 Rec: Mamukelashvili 9 Pase: McFadden 9 |

### Germania vs. Slovenia
| 3 septembrie 2023 20:10 |

| Boxscore |

| Germania                                           | 100–71 | Slovenia                                   |
| Scorul pe sferturi: 11–25, 27–9, 30–18, 32–19      |        |                                            |
| Pt: Schröder 24 Rec: M. Wagner 8 Pase: Schröder 10 |        | Pt: Dončić 23 Rec: Dončić 6 Pase: Dončić 6 |